# Reticulocitose
Reticulocitose é condição anômala do tecido sangüíneo, caracterizada pelo aumento na contagem dos reticulócitos circulantes, condição reputada entre os mais simples e os mais confiáveis sinais hematológicos da produção acelerada de eritrócitos. Ocorre durante o processo de regeneração ativa do sangue (estímulo da medula óssea na eritropoiese), e em certos tipos de anemia, em particular a hemolítica congênita.
Reticulocitose significa,pois, aceleração da eritropoiese. A hipóxia e a eritropoietina são fatores importantes em desencadeá-la, através da liberação de maior número de reticulócitos. Os reticulócitos são os precursores dos eritrócitos e  podem estar presentes em casos com normocitose, microcitose e/ou macrocitoses. O hemograma com contagem de reticulócitos permite, em caso de anemia, dar informação ao médico se a medula está a tentar compensar a baixa de eritrócitos ou se pelo contrário não está funcionanate, como acontece nas hipoplasias e aplasias medulares.